# 17기 KBS 바둑왕전
17기 KBS 바둑왕전은 한국방송공사의 TV 속기전이 참가한 국내 바둑 기전이다. 결승에서는 이창호 九단이 정수현 九단을 2대 0로 꺾고 통산 4회 우승을 달성했다.

## 대진표

### 승자조,패자조
| 김영환 五단     | 김영환 五단     | 정수현 九단     | 정수현 九단 | 이창호 九단 | 이창호 九단 | 이창호 九단 | 이창호 九단 | 이창호 九단 (2:0) |
| 염정훈 初단     | 김영환 五단     | 정수현 九단     | 정수현 九단 | 이창호 九단 | 이창호 九단 | 이창호 九단 | 이창호 九단 | 이창호 九단 (2:0) |
| 정수현 九단     |                 | 정수현 九단     | 정수현 九단 | 이창호 九단 | 이창호 九단 | 이창호 九단 | 이창호 九단 | 이창호 九단 (2:0) |
| 김수장 九단     | 김수장 九단     | 오규철 七단     | 정수현 九단 | 이창호 九단 | 이창호 九단 | 이창호 九단 | 이창호 九단 | 이창호 九단 (2:0) |
| 오규철 七단     |                 | 오규철 七단     | 정수현 九단 | 이창호 九단 | 이창호 九단 | 이창호 九단 | 이창호 九단 | 이창호 九단 (2:0) |
| 김승준 六단     | 김승준 六단     | 김승준 六단     | 이창호 九단 | 이창호 九단 | 이창호 九단 | 이창호 九단 | 이창호 九단 | 이창호 九단 (2:0) |
| (故)임창식 六단 | 김승준 六단     | 김승준 六단     | 이창호 九단 | 이창호 九단 | 이창호 九단 | 이창호 九단 | 이창호 九단 | 이창호 九단 (2:0) |
| 정대상 七단     |                 | 김승준 六단     | 이창호 九단 | 이창호 九단 | 이창호 九단 | 이창호 九단 | 이창호 九단 | 이창호 九단 (2:0) |
| 이창호 九단     | 이창호 九단     | 이창호 九단     | 이창호 九단 | 이창호 九단 | 이창호 九단 | 이창호 九단 | 이창호 九단 | 이창호 九단 (2:0) |
| 강지성 二단     |                 | 이창호 九단     | 이창호 九단 | 이창호 九단 | 이창호 九단 | 이창호 九단 | 이창호 九단 | 이창호 九단 (2:0) |
| 유창혁 九단     | 조한승 三단     | 김희중 九단     | 양재호 九단 | 양재호 九단 | 이창호 九단 | 이창호 九단 | 이창호 九단 | 이창호 九단 (2:0) |
| 조한승 三단     | 조한승 三단     | 김희중 九단     | 양재호 九단 | 양재호 九단 | 이창호 九단 | 이창호 九단 | 이창호 九단 | 이창호 九단 (2:0) |
| 김희중 九단     |                 | 김희중 九단     | 양재호 九단 | 양재호 九단 | 이창호 九단 | 이창호 九단 | 이창호 九단 | 이창호 九단 (2:0) |
| 양재호 九단     | 양재호 九단     | 양재호 九단     | 양재호 九단 | 양재호 九단 | 이창호 九단 | 이창호 九단 | 이창호 九단 | 이창호 九단 (2:0) |
| 이현욱 二단     |                 | 양재호 九단     | 양재호 九단 | 양재호 九단 | 이창호 九단 | 이창호 九단 | 이창호 九단 | 이창호 九단 (2:0) |
| 최명훈 六단     | 최명훈 六단     | 최명훈 六단     | 최명훈 六단 | 양재호 九단 | 이창호 九단 | 이창호 九단 | 이창호 九단 | 이창호 九단 (2:0) |
| 이세돌 二단     | 최명훈 六단     | 최명훈 六단     | 최명훈 六단 | 양재호 九단 | 이창호 九단 | 이창호 九단 | 이창호 九단 | 이창호 九단 (2:0) |
| 조훈현 九단     |                 | 최명훈 六단     | 최명훈 六단 | 양재호 九단 | 이창호 九단 | 이창호 九단 | 이창호 九단 | 이창호 九단 (2:0) |
| (故)하찬석 八단 | (故)하찬석 八단 | (故)하찬석 八단 | 최명훈 六단 | 양재호 九단 | 이창호 九단 | 이창호 九단 | 이창호 九단 | 이창호 九단 (2:0) |
| (故)권갑용 六단 |                 | (故)하찬석 八단 | 최명훈 六단 | 양재호 九단 | 이창호 九단 | 이창호 九단 | 이창호 九단 | 이창호 九단 (2:0) |
| 패자조          |                 |                 |             |             |             |             |             | 이창호 九단 (2:0) |
| 패자 1회전      | 패자 1회전      | 패자 2회전      | 패자 3회전  | 패자 4회전  | 패자 준결승 | 패자 결승   |             | 이창호 九단 (2:0) |
| 김영환 四단     | 김영환 四단     | 김영환 四단     | 김수장 九단 | 양재호 九단 | 정수현 九단 | 정수현 九단 |             | 이창호 九단 (2:0) |
| (故)권갑용 六단 | 김영환 四단     | 김영환 四단     | 김수장 九단 | 양재호 九단 | 정수현 九단 | 정수현 九단 |             | 이창호 九단 (2:0) |
| 김승준 六단     |                 | 김영환 四단     | 김수장 九단 | 양재호 九단 | 정수현 九단 | 정수현 九단 |             | 이창호 九단 (2:0) |
| 김수장 九단     | 김수장 九단     | 김수장 九단     | 김수장 九단 | 양재호 九단 | 정수현 九단 | 정수현 九단 |             | 이창호 九단 (2:0) |
| 조훈현 九단     | 김수장 九단     | 김수장 九단     | 김수장 九단 | 양재호 九단 | 정수현 九단 | 정수현 九단 |             | 이창호 九단 (2:0) |
| 김희중 九단     |                 | 김수장 九단     | 김수장 九단 | 양재호 九단 | 정수현 九단 | 정수현 九단 |             | 이창호 九단 (2:0) |
| 정수현 九단     |                 |                 |             | 양재호 九단 | 정수현 九단 | 정수현 九단 |             | 이창호 九단 (2:0) |
| 정대상 七단     | 정대상 七단     | 정대상 七단     | 정대상 七단 | 정대상 七단 | 정수현 九단 | 정수현 九단 |             | 이창호 九단 (2:0) |
| 이현욱 二단     | 정대상 七단     | 정대상 七단     | 정대상 七단 | 정대상 七단 | 정수현 九단 | 정수현 九단 |             | 이창호 九단 (2:0) |
| (故)하찬석 八단 |                 | 정대상 七단     | 정대상 七단 | 정대상 七단 | 정수현 九단 | 정수현 九단 |             | 이창호 九단 (2:0) |
| 강지성 二단     | 조한승 三단     | 오규철 七단     | 정대상 七단 | 정대상 七단 | 정수현 九단 | 정수현 九단 |             | 이창호 九단 (2:0) |
| 조한승 三단     | 조한승 三단     | 오규철 七단     | 정대상 七단 | 정대상 七단 | 정수현 九단 | 정수현 九단 |             | 이창호 九단 (2:0) |
| 오규철 七단     |                 | 오규철 七단     | 정대상 七단 | 정대상 七단 | 정수현 九단 | 정수현 九단 |             | 이창호 九단 (2:0) |
| 최명훈 六단     |                 |                 |             | 정대상 七단 | 정수현 九단 | 정수현 九단 |             | 이창호 九단 (2:0) |
| 정수현 九단     |                 |                 |             |             |             | 정수현 九단 |             | 이창호 九단 (2:0) |

## 대국 결과
- 굵은 글씨는 대국 결과 중에서 공배를 메워 계가한 것을 기준으로 한다

### 예선
| 대진         | 연도   | 대국일자 | 승자            | 패자            | 결과                       | 기보 |
| ------------ | ------ | -------- | --------------- | --------------- | -------------------------- | ---- |
| 2차예선 결승 | 1998년 | 5월 19일 | 조한승 二단     | 장수영 九단     |                            |      |
| 2차예선 결승 | 1998년 | 5월 19일 | 염정훈 初단     | 백대현 三단     |                            |      |
| 2차예선 결승 | 1998년 | 5월 19일 | 최명훈 六단     | 윤현석 四단     |                            |      |
| 2차예선 결승 | 1998년 | 5월 19일 | 정대상 七단     | 김종수 四단     |                            |      |
| 2차예선 결승 | 1998년 | 5월 19일 | (故)임창식 六단 | 황원준 八단     |                            |      |
| 2차예선 결승 | 1998년 | 5월 19일 | 이현욱 三단     | (故)우쑹성 九단 | 흑 ?집반승(?)              |      |
| 2차예선 결승 | 1998년 | 5월 19일 | 이세돌 二단     | 김만수 三단     |                            |      |
| 2차예선 결승 | 1998년 | 5월 19일 | 유창혁 九단     | 박지은 初단     | 103수 다음 줄임 흑 4집반승 |      |
| 2차예선 결승 | 1998년 | 5월 19일 | 오규철 七단     | 안조영 四단     |                            |      |
| 2차예선 결승 | 1998년 | 5월 19일 | 양재호 九단     | 조대현 八단     |                            |      |
| 2차예선 결승 | 1998년 | 5월 19일 | 김영환 四단     | 윤기현 九단     |                            |      |
| 2차예선 결승 | 1998년 | 5월 19일 | 김승준 六단     | 이홍열 七단     |                            |      |
| 2차예선 결승 | 1998년 | 5월 19일 | (故)권갑용 六단 | 고재희 七단     |                            |      |
| 2차예선 결승 | 1998년 | 5월 19일 | 강지성 二단     | 이상훈(小) 三단 |                            |      |

### 본선
| 대진        | 연도   | 대국일자  | 승자            | 패자            | 결과              | 기보 |
| ----------- | ------ | --------- | --------------- | --------------- | ----------------- | ---- |
| 승자 1회전  | 1998년 | 5월 22일  | 김영환 四단     | 염정훈 初단     | 183수 흑 불계승   |      |
| 승자 1회전  | 1998년 | 5월 28일  | 김승준 六단     | (故)임창식 六단 | 169수 흑 불계승   |      |
| 승자 1회전  | 1998년 | 6월 9일   | 조한승 三단     | 유창혁 九단     | 160수 백 불계승   |      |
| 승자 1회전  | 1998년 | 6월 9일   | 최명훈 九단     | 이세돌 二단     | 280수 백 4집반승  |      |
| 승자 2회전  | 1998년 | 6월 16일  | 이창호 九단     | 강지성 二단     | 180수 백 불계승   |      |
| 승자 2회전  | 1998년 | 6월 16일  | (故)하찬석 八단 | (故)권갑용 六단 | 288수 백 1집반승  |      |
| 승자 2회전  | 1998년 | 6월 23일  | 양재호 九단     | 이현욱 二단     | 182수 백 불계승   |      |
| 승자 2회전  | 1998년 | 6월 23일  | 오규철 七단     | 김수장 九단     | 175수 흑 불계승   |      |
| 승자 2회전  | 1998년 | 7월 7일   | 정수현 九단     | 김영환 四단     | 244수 흑 7집반승  |      |
| 승자 2회전  | 1998년 | 7월 7일   | 김희중 九단     | 조한승 二단     | 254수 흑 10집반승 |      |
| 승자 2회전  | 1998년 | 7월 14일  | 최명훈 六단     | 조훈현 九단     | 230수 백 불계승   |      |
| 승자 2회전  | 1998년 | 7월 14일  | 김승준 六단     | 정대상 七단     | 252수 백 불계승   |      |
| 패자 1회전  | 1998년 | 7월 28일  | 조한승 二단     | 강지성 二단     | 148수 백 불계승   |      |
| 패자 1회전  | 1998년 | 9월 15일  | 김영환 四단     | (故)권갑용 六단 | 310수 백 15집반승 |      |
| 패자 1회전  | 1998년 | 9월 15일  | 정대상 七단     | 이현욱 二단     | 208수 백 불계승   |      |
| 패자 1회전  | 1998년 | 9월 29일  | 김수장 九단     | 조훈현 九단     | 232수 흑 3집반승  |      |
| 승자 3회전  | 1998년 | 9월 29일  | 정수현 九단     | 오규철 七단     | 193수 흑 불계승   |      |
| 승자 3회전  | 1998년 | 10월 13일 | 양재호 九단     | 김희중 七단     | 258수 흑 30집반승 |      |
| 승자 3회전  | 1998년 | 10월 20일 | 이창호 九단     | 김승준 七단     | 180수 백 불계승   |      |
| 승자 3회전  | 1998년 | 10월 20일 | 최명훈 六단     | (故)하찬석 八단 | 252수 흑 5집반승  |      |
| 패자 2회전  | 1998년 | 10월 27일 | 김수장 九단     | 김희중 七단     | 209수 흑 불계승   |      |
| 패자 2회전  | 1998년 | 10월 27일 | 오규철 七단     | 조한승 三단     | 277수 흑 2집반승  |      |
| 패자 2회전  | 1998년 | 11월 10일 | 김영환 五단     | 김승준 七단     | 209수 흑 불계승   |      |
| 패자 2회전  | 1998년 | 11월 10일 | 정대상 七단     | (故)하찬석 八단 | 191수 흑 불계승   |      |
| 패자 3회전  | 1998년 | 12월 8일  | 김수장 九단     | 김영환 五단     | 200수 백 불계승   |      |
| 패자 3회전  | 1998년 | 12월 8일  | 정대상 七단     | 오규철 七단     | 287수 흑 불계승   |      |
| 승자 준결승 | 1998년 | 12월 16일 | 양재호 九단     | 최명훈 六단     | 280수 백 10집반승 |      |
| 승자 준결승 | 1998년 | 12월 16일 | 이창호 九단     | 정수현 九단     | 228수 흑 12집반승 |      |
| 패자 4회전  | 1998년 | 12월 22일 | 정수현 九단     | 김수장 九단     | 270수 백 4집반승  |      |
| 패자 4회전  | 1998년 | 12월 22일 | 정대상 七단     | 최명훈 九단     | 170수 백 불계승   |      |
| 승자 결승   | 1999년 | 1월 5일   | 이창호 九단     | 양재호 九단     | 238수 백 1집반승  |      |
| 패자 준결승 | 1999년 | 1월 5일   | 정수현 九단     | 정대상 九단     | 297수 흑 2집반승  |      |
| 패자 결승   | 1999년 | 1월 19일  | 정수현 九단     | 양재호 九단     | 180수 백 불계승   |      |
| 결승 1국    | 1999년 | 1월 19일  | 이창호 九단     | 정수현 九단     | 248수 백 1집반승  |      |
| 결승 2국    | 1999년 | 2월 23일  | 이창호 九단     | 정수현 九단     | 249수 흑 10집반승 |      |
| 결승 3국    | 1999년 | 2월 23일  |                 |                 |                   |      |

## TV 중계
- 녹화대국으로 KBS 위성2TV에서 매주 토요일에 방송되었으나 이중 10월 16일 ~ 2월 27은 매주 토요일 밤 9시 ~ 10시 30분, 진행은 노영하 九단 해설로 진행하였다. 결승 2국(최종국) 끝난 후 시상식에는 표영준 前 아나운서가 진행했으나 인터뷰(우승자,준우승자)의 소감만 밝혔다.

## 특이 사항
- IMF 한파로 인하여 승자조 24명이 20명으로 축소로 승자,패자 대국
- 이창호 九단 통산 4회 우승, 정수현 九단 명지대학교 바둑학과 교수의 준우승, 이창호 - 정수현의 바둑교수간의 대결
- 우승자와 준우승자에게는 1999년 5월 중국 톈진에서 열리는 11회 TV 바둑 아시아 선수권대회에 출전 자격을 얻게 되었다.